# Schlei

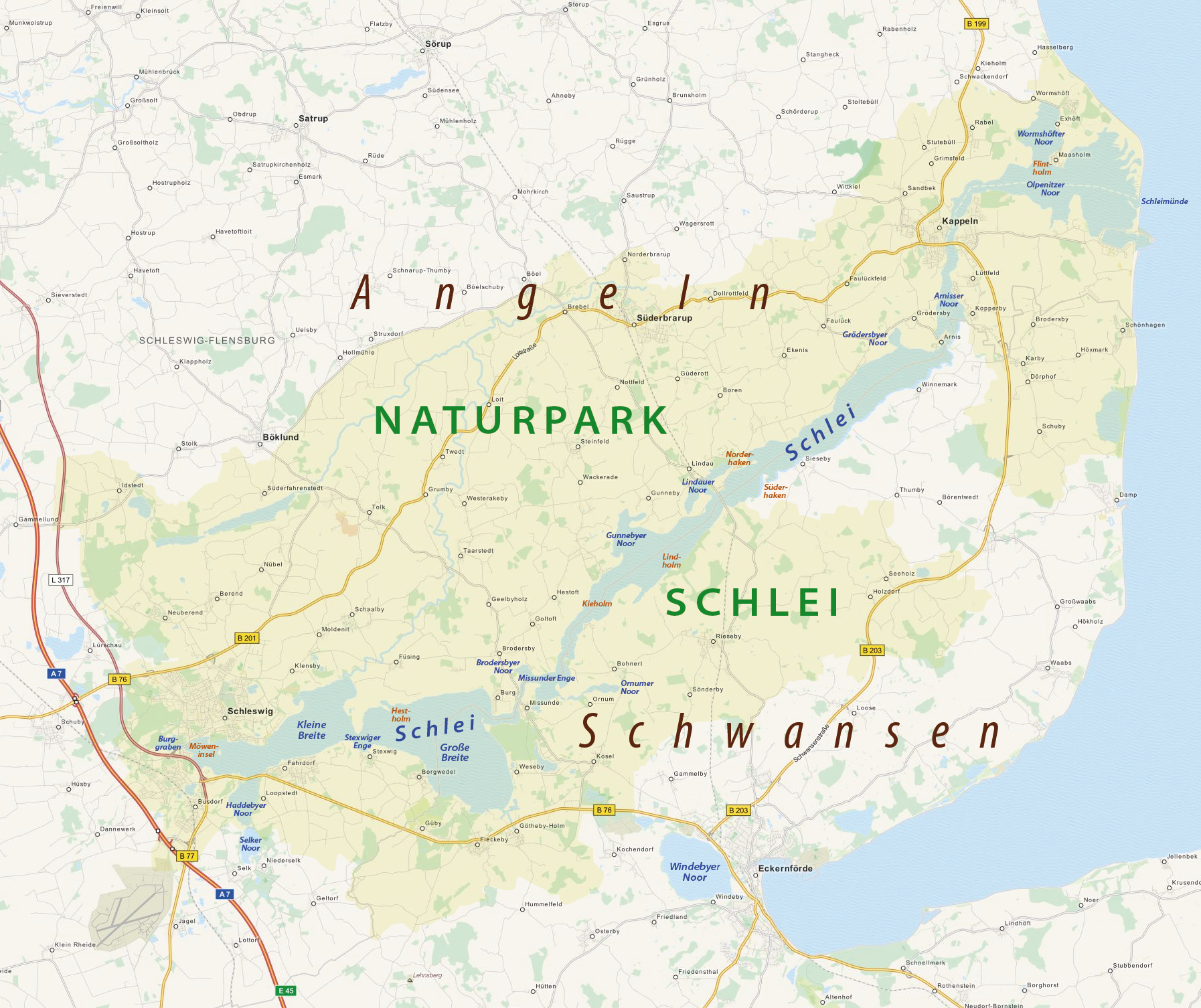
A Schlei térképe

A Schlei (alnémet nyelven Slie vagy Schlie, dán nyelven Slien) a Balti-tenger 42 kilométer hosszú keskeny öble a Jylland félsziget déli részén, Németország Schleswig-Holstein tartományában. A legutóbbi jégkorszak végén a gleccserek olvadó vizei alakították ki. A korai középkorban nagy közlekedési szerepet kapott, a védett öböl nyújtott lehetőséget Hedeby viking kereskedőváros kialakulásához, majd Schleswig városának megerősödéséhez is. A 21. század elején inkább turisztikai szerepe jelentős.

## Földrajza
A Schlei medre a legutóbbi jégkorszak idején, a 115 000 és 11 000 év előtti időszakban alakult ki a Skandinávia felől előretörő gleccserek révén. Létrejöttének pontos módja vitatott, de általában az a nézet az uralkodó, hogy nem tekinthető sem igazi fördének, sem fjordnak, ahogy az a turisztikai zsargonban gyakran elhangzik. Nem a mozgó jégtakaró koptatta ki a medrét, hanem a gleccserből kiolvadó víztömegek, valószínűleg még a gleccser alatt, úgynevezett alagútvölgyként.
A Schleswig-Holstein dombvidékébe 42 kilométer mélyen benyúló öböl választja el a tartomány két kisebb történelmi régióját, földrajzi kistáját, az Angelnt és a Schwansent, amelyek így félszigeteknek tekinthetők. A Schlei öble kanyargós, szűkületek és tágabb szakaszok váltogatják rajta egymást. Átlagos szélessége 1,3 kilométer, átlagos mélysége 3 méter. Az egész öböl vízfelülete 54,6 négyzetkilométer, víztömege 163,8 millió köbméter. Vize brakkvíz, sótartalma a tengertől távolodva egyre csökken. Az öböl fő ágától csaknem teljesen lefűződött melléköblök helyi neve noor (alnémet; dánul nor). A dán eredetű nor szó olyan tengeröblöt jelöl, amely csak szűk átjárón át érintkezik a tengerrel, vize brakkvíz vagy sós, és a hasonló haffoknál kisebb, maximum néhány négyzetkilométeres felületű. A Schlei hosszában számos ilyen noor található (például az Ornumer Noor, Holmer Noor, Haddebyer Noor, Selker Noor).

## Története

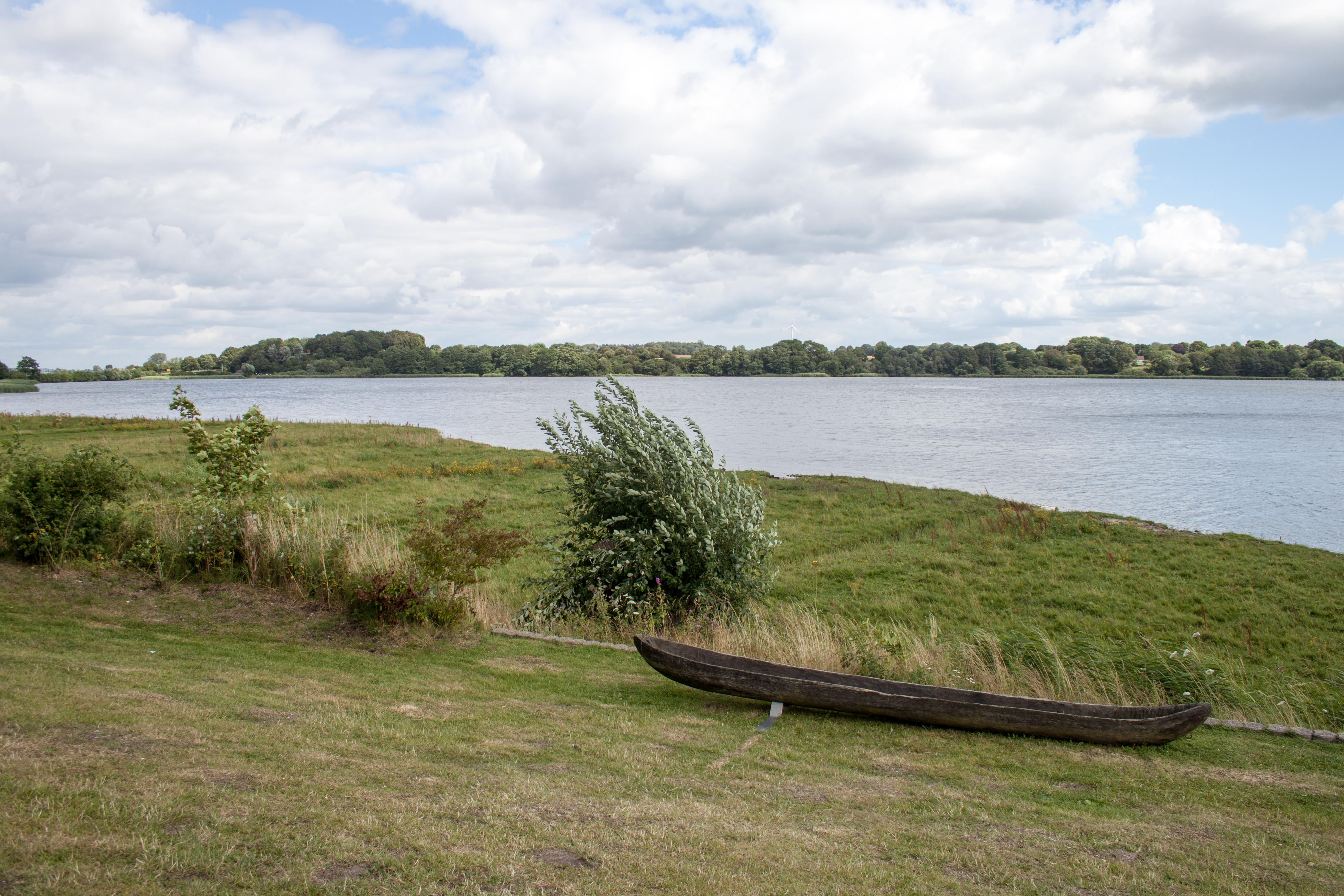
A Schlei a Wikinger Museum Haithabu területéről

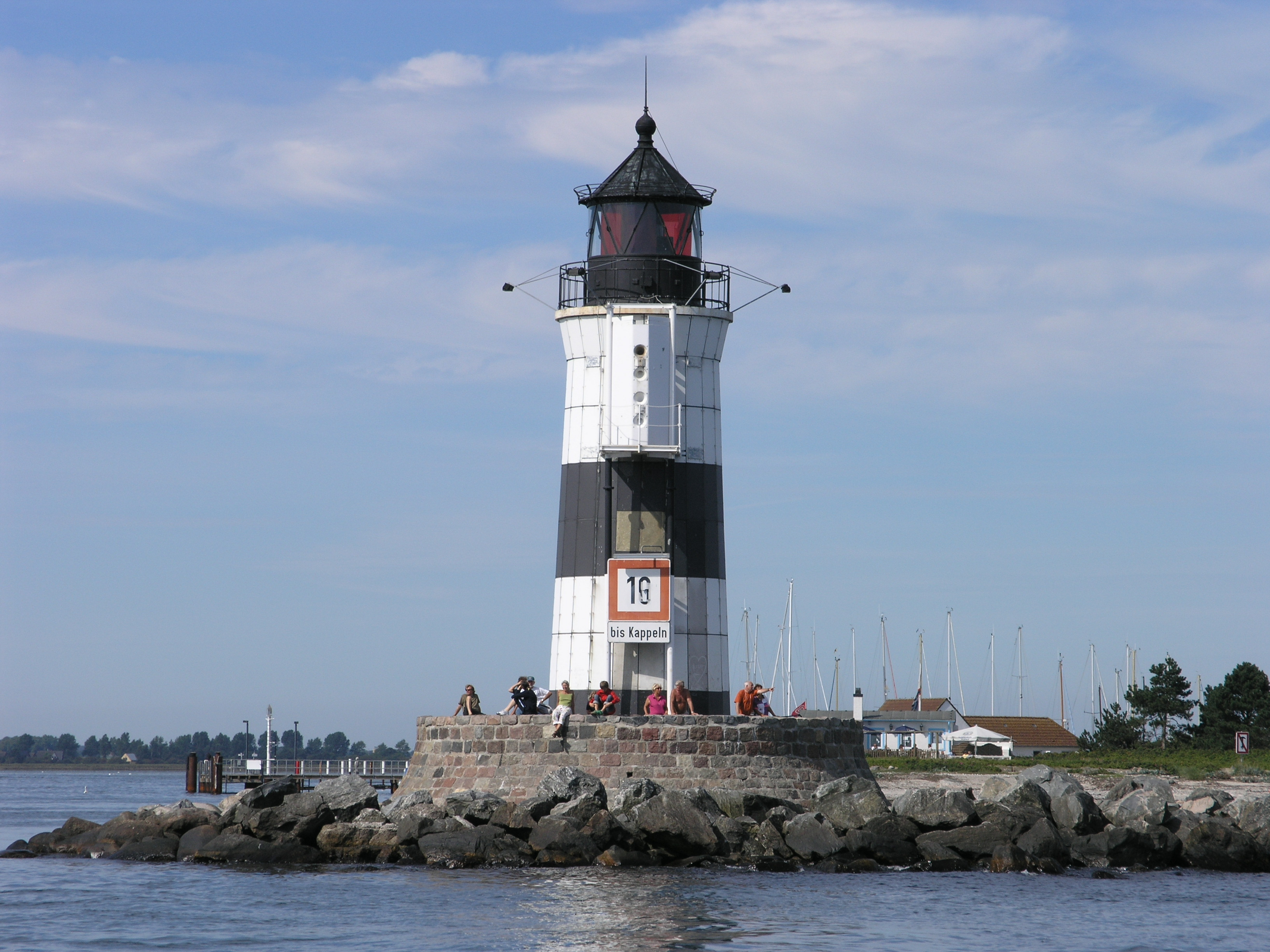
Világítótorony a Schlei torkolatánál

Az öböl belső végénél a Haddebyer Noor nyújtotta a korai vikingek számára azt a kikötőhelyet, ami aztán Hedeby néven a 8. és 11. század között jelentős várossá, kereskedelmi központtá fejlődött. A nagy hullámzástól védett hajózási útvonal ideális volt a vikingek hajói számára. Elsősorban e város és az onnan induló szárazföldi kereskedelmi útvonal védelmére építették, fejlesztették a Danevirke sáncrendszert. Ennek egy szakasza a Schwansen félszigetet védi a déli behatolástól, és így megakadályozta a támadókat abban, hogy a Schlei egyes szűk szakaszain a szárazföldről fenyegessék a hajózást. Hedebyt ugyan egy szláv támadás megsemmisítette, de szerepét átvette Schleswig, és még évszázadokig folyt a távolsági kereskedelem a Jyllandot itt átszelő útvonalon.
A 14. századtól szerepe visszaszorult, mert a hajózás fejlődésével a Schlei mélysége már nem volt elegendő a korszerű teherszállító vitorláshajók – akkor a koggék – számára. Az öböl fokozatosan elvesztette közlekedési jelentőségét, amit a Hanza-szövetség városai vettek át, a közelben konkrétan Lübeck, valamint az akkor Dániához tartozó Flensburg.
A Schlei sokáig halászati szempontból is fontos volt. A halfajták közül jelentős volt a coregonus, egy lazacféle, valamint a hering, az angolna, a sügér és a dévérkeszeg halászata. A 21. században már csak néhány hivatásos halász maradt a víz mentén, helyüket átvették a sporthorgászok.
A turizmus egyik fontos összetevője a Schlei vidékén a vitorlázás. A közeli nagyvárosokból, Kielből és Hamburgból sokan járnak ide mint közeli pihenőhelyre vitorlázni és kikapcsolódni. 2007-re a Schlei mindkét partján tematikus kerékpárutat építettek ki viking-fríz útvonal néven, ami innen a régi dán vikingek kereskedelmi útvonalát követve a Treene és az Eider mentén egészen az Északi-tengerig folytatódik.

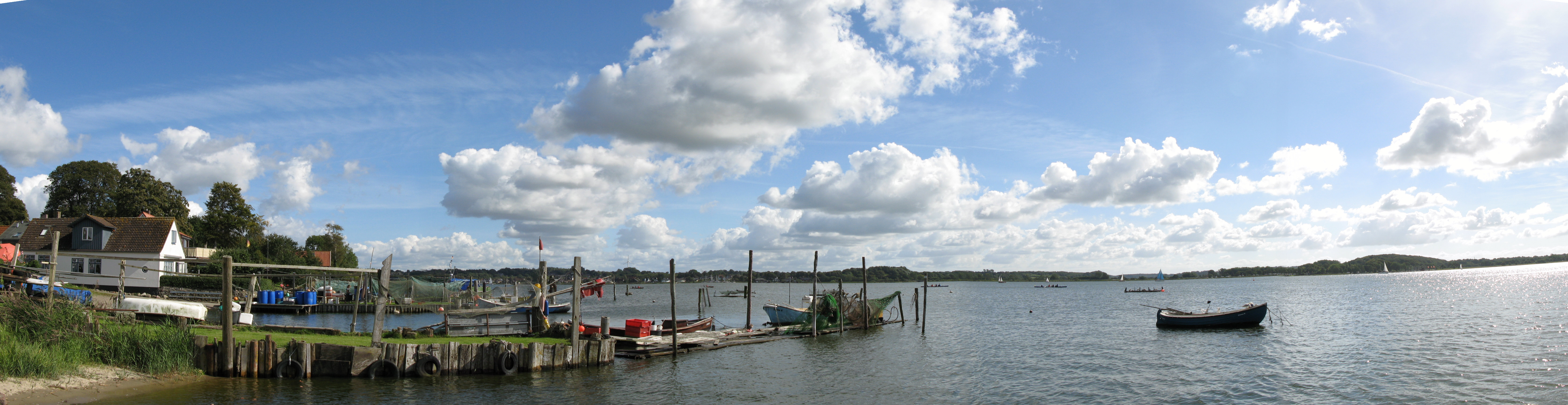
A Schlei látképe Schleswig Holmen városrészéből

## Fordítás
- Ez a szócikk részben vagy egészben a Schlei  című német Wikipédia-szócikk ezen változatának fordításán alapul.  Az eredeti cikk szerkesztőit annak laptörténete sorolja fel. Ez a jelzés csupán a megfogalmazás eredetét és a szerzői jogokat jelzi, nem szolgál a cikkben szereplő információk forrásmegjelöléseként.